# HVV Tubantia in het seizoen 1965/66
Het seizoen 1965/1966 was het 11e jaar in het bestaan van de Hengelose betaaldvoetbalclub Tubantia. De club kwam uit in de Tweede divisie A en eindigde daarin op de 10e plaats. Tevens deed de club mee aan het toernooi om de KNVB beker, hierin werd de club in de groepsfase uitgeschakeld.

## Wedstrijdstatistieken

### Tweede divisie A
|       | AGOVV | Gooiland | De Graafschap | Heerenveen | Hilversum | HVC   | PEC   | Veendam | Vitesse | Wageningen | FC Zaanstreek | ZFC   | Zwartemeer | Zwolsche Boys |
| ----- | ----- | -------- | ------------- | ---------- | --------- | ----- | ----- | ------- | ------- | ---------- | ------------- | ----- | ---------- | ------------- |
| Thuis | 2 – 1 | 2 – 0    | 2 – 9         | 3 – 1      | 1 – 1     | 1 – 1 | 1 – 5 | 2 – 1   | 0 – 1   | 1 – 2      | 0 – 0         | 3 – 2 | 4 – 2      | 1 – 1         |
| Uit   | 0 – 2 | 1 – 1    | 4 – 0         | 5 – 2      | 1 – 0     | 1 – 0 | 0 – 0 | 4 – 2   | 6 – 1   | 5 – 1      | 3 – 1         | 2 – 4 | 1 – 0      | 1 – 1         |

### KNVB beker
| Groepsfase                                         | De Graafschap                                           | 3 – 1 (1 – 1) | Tubantia                                                                            |
| 19 september 1965 Plaats: Doetinchem De Vijverberg | Joop Hartjes –', 65', 85'                               |               | 20' Frits Huiskes                                                                   |
| Groepsfase                                         | Tubantia                                                | 3 – 5 (1 – 2) | FC Twente                                                                           |
| 7 november 1965 Plaats: Hengelo Veldwijk           | Bertus Strating 41' Frits Huiskes 52' Jan Rompelman 67' |               | 37', 75' Hans Roordink 44' (e.d.) Barry Bruggink 73' Johan Plageman 86' Heinz Höher |
| Groepsfase                                         | Tubantia                                                | 0 – 3 (0 – 2) | AGOVV                                                                               |
| 2 januari 1966 Plaats: Hengelo Veldwijk            |                                                         |               | 7', 65' Aart Inklaar 32' Kees Nijdeken                                              |

## Statistieken Tubantia 1965/1966

### Eindstand Tubantia in de Nederlandse Tweede divisie A 1965 / 1966
| Stand | Gespeeld | Gewonnen | Gelijk | Verloren | Punten | Doelpunten voor | Doelpunten tegen |
| ----- | -------- | -------- | ------ | -------- | ------ | --------------- | ---------------- |
| 10e   | 28       | 8        | 7      | 13       | 23     | 38              | 61               |

### Topscorers
| #              | Naam                        | Goal |
| -------------- | --------------------------- | ---- |
| 1.             | Jan Rompelman               | 11   |
| 2.             | Jan Welles                  | 9    |
| 3.             | Bertus Strating             | 7    |
| 4.             | Frits Huiskes               | 5    |
| 5.             | Arend van der Wel           | 2    |
| 6.             | Jelle Hofsbeek              | 1    |
| 6.             | Rinus Paskamp               | 1    |
| 6.             | Jan Verdriet                | 1    |
| Eigen doelpunt |                             |      |
| –              | Piet Dielissen (Wageningen) | 1    |
| Totaal         | Totaal                      | 38   |

| #      | Naam            | Goal |
| ------ | --------------- | ---- |
| 1.     | Frits Huiskes   | 2    |
| 2.     | Jan Rompelman   | 1    |
| 2.     | Bertus Strating | 1    |
| Totaal | Totaal          | 4    |